# Монте-де-Фралайнш
Монте-де-Фралайнш (порт. Monte de Fralães; МФА: [ˈmõ.tɨ dɨ fɾɐ.ˈɫɐ̃jʃ]) — парафія в Португалії, у муніципалітеті Барселуш. Розташована в північно-західній частині країни, на теренах історичної португальської провінції Дору-Міню. Входить до складу округу Брага. За адміністративним поділом, чинним до 1976 року, терени парафії були складовою провінції Міню. Належить до Бразької архідіоцезії Католицької церкви. Патрон — святий Петро. Площа — 1,5788 км². Населення — 408 ос. (2011). Слабо урбанізований регіон. Густота населення — 258,42 осіб/км²
. Код — 030251.

## Населення
| Кількість мешканців | Кількість мешканців | Кількість мешканців | Кількість мешканців | Кількість мешканців | Кількість мешканців | Кількість мешканців | Кількість мешканців | Кількість мешканців | Кількість мешканців | Кількість мешканців | Кількість мешканців | Кількість мешканців | Кількість мешканців | Кількість мешканців |
| ------------------- | ------------------- | ------------------- | ------------------- | ------------------- | ------------------- | ------------------- | ------------------- | ------------------- | ------------------- | ------------------- | ------------------- | ------------------- | ------------------- | ------------------- |
| 1864                | 1878                | 1890                | 1900                | 1911                | 1920                | 1930                | 1940                | 1950                | 1960                | 1970                | 1981                | 1991                | 2001                | 2011                |
| 156                 | 140                 | 115                 | 106                 | 137                 | 133                 | 150                 | 186                 | 211                 | 219                 | 246                 | 237                 | 253                 | 270                 | 408                 |